# Crinum pusillum
Crinum pusillum är en amaryllisväxtart som beskrevs av Herb.. Crinum pusillum ingår i släktet Crinum, och familjen amaryllisväxter. Inga underarter finns listade i Catalogue of Life.